# The Very Best of Puffy
The very best of puffy ~ AmiYumi Jet Fever es la primera compilación y quinto CD del grupo de J-pop Puffy AmiYumi, que es todo un repaso de su carrera hasta ese momento. Fue editado sólo en Japón, los Estados Unidos tuvieron que esperar un año más.

## Lista de canciones
1. Kore ga Watashi no Ikiru Michi (これが私の生きる道)
2. Nagisa ni matsuwaru Et Cetera (渚にまつわるエトセトラ)
3. Asia no Junshin (アジアの純真)
4. Circuit no Musume (サーキットの娘)
5. Umi eto (海へと)
6. Ai no Shirushi (愛のしるし)
7. Nehorina Hahorina (ネホリーナハホリーナ)
8. Stray Cats Fever
9. Tararan (たららん)
10. Toku suru karada (とくするからだ)
11. Nichiyobi no Musume (日曜日の娘)
12. Mother (マザー)
13. V·A·C·A·T·I·O·N
14. Honey
15. Yume no Tameni (夢のために)
16. Puffy de Rumba (パフィー de ルンバ)
17. Jet Keisatsu (ジェット警察)
18. Dare ga Sore wo (誰がそれを)
19. Kore ga Watashi no Ikiru Michi (Mandarin version) (これが私の生きる道 [北京語ヴァージョン])
20. Ai de Tsuon Min/Ai no Shirushi (Mandarin version) (愛のしるし（北京語ヴァージョン）/愛的證明)

- Datos: Q5785607